# 北區臨時農產品批發市場

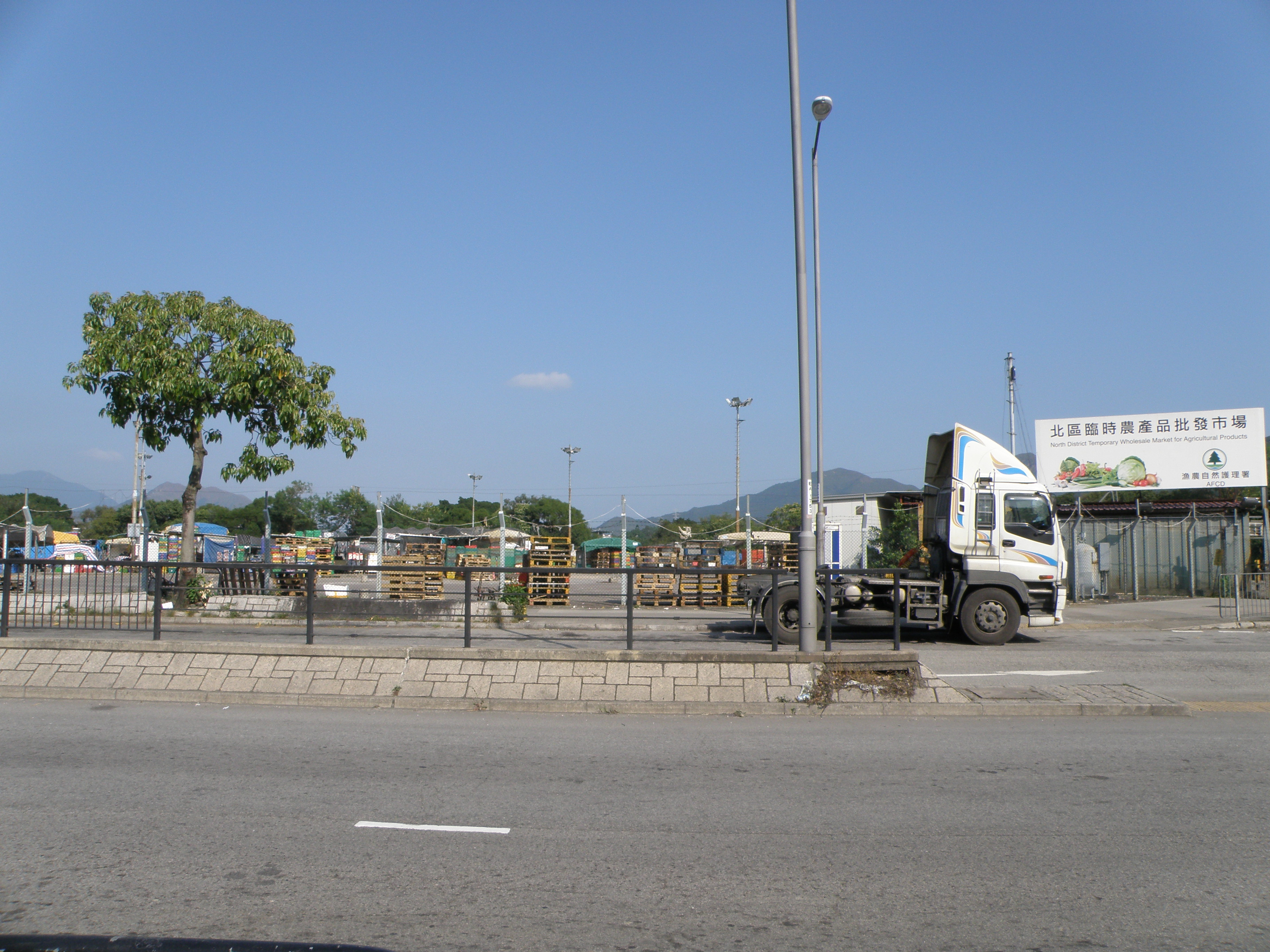
北區臨時家禽批發市場

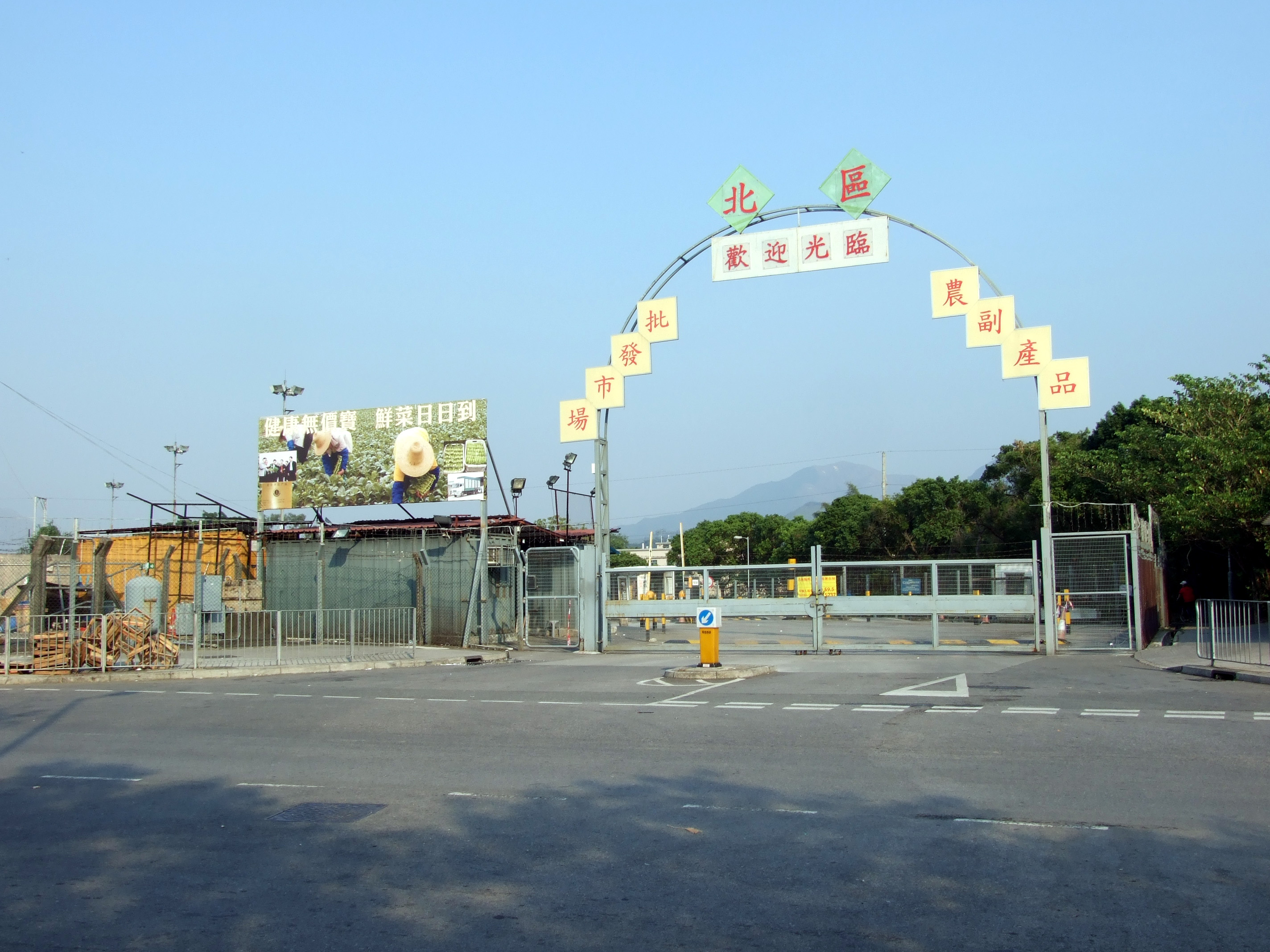
北區臨時家禽批發市場入口

北區臨時農產品批發市場（英語：North District Temporary Wholesale Market for Agricultural Products）是香港唯一一個由政府直接管理的農產品批發市場，位於新界粉嶺安樂村安居街 。批發市場由漁農自然護理署管理，佔地1.25公頃。
北區臨時農產品批發市場雖然名義上是「臨時」，可是早於1989年2月7日便已啟用。

## 設施
北區臨時農產品批發市場設有1,700平方米的露天蔬菜買賣場地。